# Odeion van Agrippa
Het Odeion van Agrippa of Agrippieion was een odeion op de Agora van Athene.

## Geschiedenis
Het odeion werd in 15 v.Chr. gebouwd door Marcus Agrippa, de rechterhand van keizer Augustus, die tussen 16 en 14 v.Chr. in Athene verbleef. Het odeion werd gebruikt voor muziekvoorstellingen. In het midden van de 2e eeuw stortte het dak in, waarna het gebouw rond 170 werd herbouwd. Na 160 werd het grote Odeion van Herodes Atticus aan de voet van de Akropolis gebouwd, die de theaterfunctie van het Odeion van Agrippa overnam. Het Odeion van Agrippa werd daarna alleen nog gebruikt als ontmoetingsplaats voor filosofen.
Het odeion werd in 267 n.Chr. verwoest tijdens de inval van de Herulen en niet meer herbouwd. De restanten van het gebouw werden gebruikt voor de bouw van een nieuwe stadsmuur rond Athene. Na het jaar 400 werd op deze plaats een gymnasium gebouwd, dat tot de 6e eeuw nog dienstdeed als woning voor de gouverneur.

## Het gebouw
Het odeion was een overdekt rechthoekig gebouw met 2 verdiepingen. De centrale ruimte was ongeveer 25 bij 25 meter, met een hoogte van 23 meter. De onderbouw was omgeven door zuilengalerijen en de bovenbouw was versierd met Korinthische pilasters. Binnen was een auditorium, dat plaats bood aan circa 1000 toeschouwers. Voor de tribune lag de halfronde orkestbak, die was bekleed met marmeren tegels in verschillende kleuren. Voor de orkestbak stond het podium, dat was versierd met marmeren beelden van de god Hermes. Het dak werd van binnen uit het gebouw niet ondersteund. Dit was een bijzondere architectonische prestatie, die er waarschijnlijk wel toe bijdroeg dat het dak in de 2e eeuw instortte.
Bij de herbouw in circa 170 werd een extra steunmuur in het odeion geplaatst, om het gebouw zo meer stabiliteit te geven. Dit ging ten koste van het aantal zitplaatsen, dat tot 500 werd teruggebracht. In deze periode werd voor de noordelijke gevel de Stoa der Giganten gebouwd, een rij van 6 kolossale beelden van Giganten en Tritonen.

## Restanten
Het Odeion van Agrippa is grotendeels verdwenen. De oorspronkelijke vloer uit de tijd van Agrippa is bewaard gebleven, samen met enkele zuilen. Van de 6 beelden aan de noordelijke zijde zijn er 3 bewaard gebleven.

## Referentie
- Athenian Agora: Odeion of Agrippa
- Athens Info Guide - De Odeion van Agrippa
- Missouri.edu - The Odeion van Agrippa